# الوفائو
الوفائو (به انگلیسی: Alofau) یک منطقهٔ مسکونی در ایالات متحده آمریکا است که در ساموآی آمریکا واقع شده‌است.

## خصوصیات
الوفائو ۱٫۲۹ کیلومترمربع مساحت و ۴۹۵ نفر جمعیت دارد.